# Silberperrhenat
Silberperrhenat ist eine chemische Verbindung aus der Gruppe der Perrhenate.

## Gewinnung und Darstellung
Silberperrhenat kann durch Reaktion von Natriumperrhenat mit Silbernitrat gewonnen werden. Die Verwendung von Kaliumperrhenat anstelle von Natriumperrhenat ergibt ein unreines Produkt.
{\displaystyle \mathrm {NaReO_{4}+AgNO_{3}\longrightarrow AgReO_{4}\downarrow +\ NaNO_{3}} }

## Eigenschaften
Silberperrhenat ist ein weißer Feststoff, der schlecht löslich in Wasser ist. Als Reinstoff ist die Verbindung beständig, verunreinigte Produkte werden an Licht dunkel. Er besitzt eine tetragonale Kristallstruktur vom Scheelit-Typ mit der Raumgruppe I41/a (Raumgruppen-Nr. 88) und den Gitterparametern a = 534,9 pm und c = 1266,8 pm.